# Taeniocrada
Taeniocrada ist eine fossile Gattung ausgestorbener krautiger Pflanzen aus dem geologischen Zeitalter des Devon (von 420 Millionen Jahre bis 360 Millionen Jahre). Sie wird mangels weiteren Erkenntnissen als Formtaxon für frühe fossile Pflanzen mit blattlosen, abgeflachten Stängeln verwendet, die sich dichotom teilten und markante Mitteltriebe aufwiesen, die gefäßführende Gewebe enthielten. Es wird vermutet, dass einige dieser Gattung zugeordnete Arten im Wasser lebten (“Wasserfarne”), während andere Arten zu den Landpflanzen gerechnet werden. Es ist unklar, wie weit die Taeniocrada bereits aus dem Wasser ragten. Sie teilten sich ihren Lebensraum mit den recht ähnlichen Zosterophyllophyta. Die wahrscheinlich polyphyletische Gattung wurde im Jahr 1902 von C. D. White definiert. Der US-amerikanische Paläobiologe David Winship Taylor wies 1986 darauf hin, dass die Abflachung der Sprosse möglicherweise eine Folge des Fossilisationsprozesses sein könnte und somit als Merkmal zur Definition der Gattung entfallen würde.

## Vorzeitlicher Lebensraum
Es ist bekannt, dass die Taeniocrada im flachen Wasser am Ufer des Rhenoherzynischen Beckens im Sedimentationsgebiet des Südrandes des Kontinentes Laurussia lebten. Das Gebiet befand sich zur Zeit des Pragiums in der Nähe des Äquators. Laut den Paläobotanikern Willis und Mc Elwain gab es in der Zeit von ungefähr 430 Millionen bis ungefähr 390 Millionen Jahren insgesamt fünf verschiedene biogeografische Regionen auf der Erde, die alle unterschiedliche Floren aufwiesen. Das Gebiet des heutigen Rheinlandes befand sich in der biogeografischen Region Südlaurussia-China.

## Arten
- Taeniocrada decheniana: Aus den Fundorten im Rheinischen Schiefergebirge (zum Beispiel Eiserfeld bei Siegen) folgerte man, dass diese Pflanzen im flachen Wasser des Rhenoherzynischen Beckens in der Nähe der Küste des Kontinents Laurussia (auch Old-Red-Kontinent) wuchsen und deshalb zu den urtümlichsten Pflanzen zählten, die weiter entwickelt wenig später auch an Land in der Nähe von Wasser zu finden waren. Laut Remy und Remy machen die Reste der Art einen tangartigen Eindruck. Die Sprosse wurden bis zu 1,5 cm breit und enthielten ein bis zu 1 Millimeter breites Leitbündel. Das Fehlen von Spaltöffnungen ist ein weiteres Indiz für die Lebensweise im Wasser. Die Pflanze hatte im adulten Zustand locker gebaute etwa 3 bis 7 Millimeter lange traubenartige Sporangienstände mit verkehrt eiförmigen, kurz gestielten Sporangien.[6] Taeniocrada decheniana wurde zuerst von Heinrich Göppert um 1850 beschrieben. Sie zählt zu den am häufigsten zu findenden Urweltpflanzen des Unteren Siegeniums.[7]
- Taeniocrada dubia: Taeniocrada dubia wurde zuerst von Kräusel und Weyland im Jahr 1930 beschrieben. Sie glich in Wuchs und Lebensweise Taeniocrada decheniana. Sie unterschied sich durch eine starke Behaarung der Sprosse im unteren Teil der Pflanzen. Das Leitbündel war bei Taeniocrada dubia nicht so stark hervortretend. Die Sporangien sind mit einer Länge von 2 Millimetern kleiner als bei Taeniocrada decheniana. Zu den Fundorten dieser Pflanzen gehört der ehemalige Steinbruch Nellenköpfchen bei Koblenz. (→Liste der Naturdenkmale in Koblenz)[2]
- Taeniocrada stilesvillensis: Im Gegensatz zu den beiden erstgenannten Arten lebte Taeniocrada stilesvillensis während des oberen Devon im Gebiet des US-Bundesstaates New York. Auch diese Art besaß Haarstrukturen an den Gabelungen der Sprosse. Bei dieser Art trat eine unterschiedliche Entwicklung der Sprosse in einen Haupt- und Nebenspross auf. Leitbündel waren wie bei allen Taeniocrada-Arten vorhanden.[8]

Weitere beschriebene Arten sind:
- Taeniocrada elschanica: Chirkova-Zalesskaja (1957)
- Taeniocrada gracilis: Chirkova-Zalesskaja (1957)
- Taeniocrada latissima: Senkewitsch (1978)
- Taeniocrada lesquereuxii: White (1902)
- Taeniocrada orientalis: Radtschenko in Lepjechina et al. (1962)
- Taeniocrada pilosa: Senkewitsch (1978)
- Taeniocrada spitsbergensis: Høeg (1942)
- Taeniocrada timanica: Chirkova-Zalesskaja (1957)
- Taeniocrada langi: Stockmans (1940)

### Englische Literatur
- David Winship Taylor: Anatomical and morphological study of a new species of Taeniocrada, a Devonian tracheophyte from New York State, Review of Palaeobotany and Palynology, Jahrgang 47 (1986), Ausgabe 1–2, S. 47–63.
- Thomas N. Taylor, Edith L. Taylor, Michael Krings: Paleobotany, The Biology and Evolution of Fossil Plants, Academic Press Amsterdam Boston 2009, ISBN 978-0-12-373972-8.